# Boucles de la Mayenne 2019
Els Boucles de la Mayenne 2019, 45a edició dels Boucles de la Mayenne, es disputà entre el 6 i el 9 de juny de 2019, sobre un recorregut de 536,5 km dividit en tres etapes i un pròleg. La cursa formava part del calendari de l'UCI Europa Tour 2018, amb una categoria 2.1.

## Equips
En aquesta edició hi prenen part 20 equips, dos UCI WorldTeams, onze equips continentals professionals i set equips continentals:
| WorldTeams (2)- AG2R La Mondiale - Groupama-FDJ Equips continentals professionals (11)- Arkéa-Samsic - Total Direct Énergie - Caja Rural-Seguros RGA - Cofidis, Solutions Crédits - Euskadi Basque Country-Murias - Androni Giocattoli-Sidermec - Burgos-BH - Gazprom-RusVelo - Vital Concept-B&B Hotels - Delko-Marseille Provence - Sport Vlaanderen-Baloise Equips continentals (7)- Development Team Sunweb - EvoPro Racing - Saint Michel-Auber 93 - Natura4Ever-Roubaix Lille Métropole - Pauwels sauzen-Vastgoedservice Continental Team - Swiss Racing Academy - IAM Excelsior |
| |

## Etapes
| Etapa    | Data      | Ciutats d'etapa                    | type              | Distància (km) | Vencedor de l'etapa  | Líder de la general |
| -------- | --------- | ---------------------------------- | ----------------- | -------------- | -------------------- | ------------------- |
| Pròleg   | 6 de juny | Laval – Laval                      | pròleg            | 4,5            | Dorian Godon         | Dorian Godon        |
| 2a etapa | 7 de juny | Saint-Berthevin – Changé           | etapa plana       | 183            | Mauricio Moreira     | Julien Duval        |
| 3a etapa | 8 de juny | La Croixille – Lassay-les-Châteaux | etapa accidentada | 179            | Jon Aberasturi Izaga | Thibault Ferasse    |
| 4a etapa | 9 de juny | Cossé-le-Vivien – Laval            | etapa plana       | 170            | Bryan Coquard        | Thibault Ferasse    |

### Pròleg
| \| Classificació de l'etapa \| Classificació de l'etapa \| Classificació de l'etapa \| Classificació de l'etapa \| Classificació de l'etapa \| \| Corredor \| Corredor \| Equip \| Temps \| \| \| ------------------------ \| ------------------------ \| ----------------------------------- \| ------------------------ \| ------------------------ \| \| 1r \| Dorian Godon \| AG2R La Mondiale \| 5' 47" \| \| \| 2n \| Bryan Coquard \| Vital Concept-B&B Hotels \| + 4" \| \| \| 3r \| Thibault Ferasse \| Natura4Ever-Roubaix Lille Métropole \| + 7" \| \| \| 4t \| Yoann Paillot \| Saint Michel-Auber 93 \| + 7" \| \| \| 5è \| Benoît Jarrier \| Arkéa-Samsic \| + 9" \| \| \| 6è \| Romain Seigle \| Groupama-FDJ \| + 11" \| \| \| 7è \| Marc Sarreau \| Groupama-FDJ \| + 11" \| \| \| 8è \| Julien Antomarchi \| Natura4Ever-Roubaix Lille Métropole \| + 12" \| \| \| 9è \| Leon Heinschke \| Development Team Sunweb \| + 12" \| \| \| 10è \| Romain Cardis \| Total Direct Énergie \| + 12" \| \| |                   |                                     |        |
| |                   |                                     |        |
| |                   |                                     |        |
| Classificació de l'etapa |                   |                                     |        |
| Corredor | Corredor          | Equip                               | Temps  |
| 1r | Dorian Godon      | AG2R La Mondiale                    | 5' 47" |
| 2n | Bryan Coquard     | Vital Concept-B&B Hotels            | + 4"   |
| 3r | Thibault Ferasse  | Natura4Ever-Roubaix Lille Métropole | + 7"   |
| 4t | Yoann Paillot     | Saint Michel-Auber 93               | + 7"   |
| 5è | Benoît Jarrier    | Arkéa-Samsic                        | + 9"   |
| 6è | Romain Seigle     | Groupama-FDJ                        | + 11"  |
| 7è | Marc Sarreau      | Groupama-FDJ                        | + 11"  |
| 8è | Julien Antomarchi | Natura4Ever-Roubaix Lille Métropole | + 12"  |
| 9è | Leon Heinschke    | Development Team Sunweb             | + 12"  |
| 10è | Romain Cardis     | Total Direct Énergie                | + 12"  |

| \| Classificació general \| Classificació general \| Classificació general \| Classificació general \| Classificació general \| \| Corredor \| Corredor \| Equip \| Temps \| \| \| --------------------- \| --------------------- \| ----------------------------------- \| --------------------- \| --------------------- \| \| 1r \| Dorian Godon \| AG2R La Mondiale \| 5' 47" \| \| \| 2n \| Bryan Coquard \| Vital Concept-B&B Hotels \| + 4" \| \| \| 3r \| Thibault Ferasse \| Natura4Ever-Roubaix Lille Métropole \| + 7" \| \| \| 4t \| Yoann Paillot \| Saint Michel-Auber 93 \| + 7" \| \| \| 5è \| Benoît Jarrier \| Arkéa-Samsic \| + 9" \| \| \| 6è \| Romain Seigle \| Groupama-FDJ \| + 11" \| \| \| 7è \| Marc Sarreau \| Groupama-FDJ \| + 11" \| \| \| 8è \| Julien Antomarchi \| Natura4Ever-Roubaix Lille Métropole \| + 12" \| \| \| 9è \| Leon Heinschke \| Development Team Sunweb \| + 12" \| \| \| 10è \| Romain Cardis \| Total Direct Énergie \| + 12" \| \| |                   |                                     |        |
| |                   |                                     |        |
| |                   |                                     |        |
| Classificació general |                   |                                     |        |
| Corredor | Corredor          | Equip                               | Temps  |
| 1r | Dorian Godon      | AG2R La Mondiale                    | 5' 47" |
| 2n | Bryan Coquard     | Vital Concept-B&B Hotels            | + 4"   |
| 3r | Thibault Ferasse  | Natura4Ever-Roubaix Lille Métropole | + 7"   |
| 4t | Yoann Paillot     | Saint Michel-Auber 93               | + 7"   |
| 5è | Benoît Jarrier    | Arkéa-Samsic                        | + 9"   |
| 6è | Romain Seigle     | Groupama-FDJ                        | + 11"  |
| 7è | Marc Sarreau      | Groupama-FDJ                        | + 11"  |
| 8è | Julien Antomarchi | Natura4Ever-Roubaix Lille Métropole | + 12"  |
| 9è | Leon Heinschke    | Development Team Sunweb             | + 12"  |
| 10è | Romain Cardis     | Total Direct Énergie                | + 12"  |

### Etapa 1
| \| Classificació de l'etapa \| Classificació de l'etapa \| Classificació de l'etapa \| Classificació de l'etapa \| Classificació de l'etapa \| \| Corredor \| Corredor \| Equip \| Temps \| \| \| ------------------------ \| ------------------------ \| ----------------------------------- \| ------------------------ \| ------------------------ \| \| 1r \| Mauricio Moreira \| Caja Rural-Seguros RGA \| 4h 52' 29" \| \| \| 2n \| Julien Duval \| AG2R La Mondiale \| + 0" \| \| \| 3r \| Wouter Wippert \| EvoPro Racing \| + 4" \| \| \| 4t \| Thibault Ferasse \| Natura4Ever-Roubaix Lille Métropole \| + 7" \| \| \| 5è \| Marc Sarreau \| Groupama-FDJ \| + 8" \| \| \| 6è \| Stijn Vandenbergh \| AG2R La Mondiale \| + 15" \| \| \| 7è \| Steve Morabito \| Groupama-FDJ \| + 20" \| \| \| 8è \| Niccolò Bonifazio \| Total Direct Énergie \| + 42" \| \| \| 9è \| Christophe Noppe \| Sport Vlaanderen-Baloise \| + 42" \| \| \| 10è \| Cyril Barthe \| Euskadi Basque Country-Murias \| + 42" \| \| |                   |                                     |            |
| |                   |                                     |            |
| |                   |                                     |            |
| Classificació de l'etapa |                   |                                     |            |
| Corredor | Corredor          | Equip                               | Temps      |
| 1r | Mauricio Moreira  | Caja Rural-Seguros RGA              | 4h 52' 29" |
| 2n | Julien Duval      | AG2R La Mondiale                    | + 0"       |
| 3r | Wouter Wippert    | EvoPro Racing                       | + 4"       |
| 4t | Thibault Ferasse  | Natura4Ever-Roubaix Lille Métropole | + 7"       |
| 5è | Marc Sarreau      | Groupama-FDJ                        | + 8"       |
| 6è | Stijn Vandenbergh | AG2R La Mondiale                    | + 15"      |
| 7è | Steve Morabito    | Groupama-FDJ                        | + 20"      |
| 8è | Niccolò Bonifazio | Total Direct Énergie                | + 42"      |
| 9è | Christophe Noppe  | Sport Vlaanderen-Baloise            | + 42"      |
| 10è | Cyril Barthe      | Euskadi Basque Country-Murias       | + 42"      |

| \| Classificació general \| Classificació general \| Classificació general \| Classificació general \| Classificació general \| \| Corredor \| Corredor \| Equip \| Temps \| \| \| --------------------- \| --------------------- \| ----------------------------------- \| --------------------- \| --------------------- \| \| 1r \| Julien Duval \| AG2R La Mondiale \| 4h 58' 26" \| \| \| 2n \| Thibault Ferasse \| Natura4Ever-Roubaix Lille Métropole \| + 2" \| \| \| 3r \| Mauricio Moreira \| Caja Rural-Seguros RGA \| + 3" \| \| \| 4t \| Marc Sarreau \| Groupama-FDJ \| + 9" \| \| \| 5è \| Wouter Wippert \| EvoPro Racing \| + 29" \| \| \| 6è \| Stijn Vandenbergh \| AG2R La Mondiale \| + 30" \| \| \| 7è \| Steve Morabito \| Groupama-FDJ \| + 31" \| \| \| 8è \| Dorian Godon \| AG2R La Mondiale \| + 32" \| \| \| 9è \| Bryan Coquard \| Vital Concept-B&B Hotels \| + 36" \| \| \| 10è \| Julien Antomarchi \| Natura4Ever-Roubaix Lille Métropole \| + 44" \| \| |                   |                                     |            |
| |                   |                                     |            |
| |                   |                                     |            |
| Classificació general |                   |                                     |            |
| Corredor | Corredor          | Equip                               | Temps      |
| 1r | Julien Duval      | AG2R La Mondiale                    | 4h 58' 26" |
| 2n | Thibault Ferasse  | Natura4Ever-Roubaix Lille Métropole | + 2"       |
| 3r | Mauricio Moreira  | Caja Rural-Seguros RGA              | + 3"       |
| 4t | Marc Sarreau      | Groupama-FDJ                        | + 9"       |
| 5è | Wouter Wippert    | EvoPro Racing                       | + 29"      |
| 6è | Stijn Vandenbergh | AG2R La Mondiale                    | + 30"      |
| 7è | Steve Morabito    | Groupama-FDJ                        | + 31"      |
| 8è | Dorian Godon      | AG2R La Mondiale                    | + 32"      |
| 9è | Bryan Coquard     | Vital Concept-B&B Hotels            | + 36"      |
| 10è | Julien Antomarchi | Natura4Ever-Roubaix Lille Métropole | + 44"      |

### Etapa 2
| \| Classificació de l'etapa \| Classificació de l'etapa \| Classificació de l'etapa \| Classificació de l'etapa \| Classificació de l'etapa \| \| Corredor \| Corredor \| Equip \| Temps \| \| \| ------------------------ \| ------------------------ \| ----------------------------- \| ------------------------ \| ------------------------ \| \| 1r \| Jon Aberasturi Izaga \| Caja Rural-Seguros RGA \| 4h 12' 41" \| \| \| 2n \| Hugo Hofstetter \| Cofidis, Solutions Crédits \| + 1" \| \| \| 3r \| Romain Cardis \| Total Direct Énergie \| + 1" \| \| \| 4t \| Flavien Maurelet \| Saint Michel-Auber 93 \| + 1" \| \| \| 5è \| Christophe Noppe \| Sport Vlaanderen-Baloise \| + 1" \| \| \| 6è \| Wouter Wippert \| EvoPro Racing \| + 1" \| \| \| 7è \| Julien Trarieux \| Delko Marseille Provence \| + 1" \| \| \| 8è \| Cyril Barthe \| Euskadi Basque Country-Murias \| + 1" \| \| \| 9è \| Dorian Godon \| AG2R La Mondiale \| + 1" \| \| \| 10è \| Jérémy Leveau \| Delko Marseille Provence \| + 1" \| \| |                      |                               |            |
| |                      |                               |            |
| |                      |                               |            |
| Classificació de l'etapa |                      |                               |            |
| Corredor | Corredor             | Equip                         | Temps      |
| 1r | Jon Aberasturi Izaga | Caja Rural-Seguros RGA        | 4h 12' 41" |
| 2n | Hugo Hofstetter      | Cofidis, Solutions Crédits    | + 1"       |
| 3r | Romain Cardis        | Total Direct Énergie          | + 1"       |
| 4t | Flavien Maurelet     | Saint Michel-Auber 93         | + 1"       |
| 5è | Christophe Noppe     | Sport Vlaanderen-Baloise      | + 1"       |
| 6è | Wouter Wippert       | EvoPro Racing                 | + 1"       |
| 7è | Julien Trarieux      | Delko Marseille Provence      | + 1"       |
| 8è | Cyril Barthe         | Euskadi Basque Country-Murias | + 1"       |
| 9è | Dorian Godon         | AG2R La Mondiale              | + 1"       |
| 10è | Jérémy Leveau        | Delko Marseille Provence      | + 1"       |

| \| Classificació general \| Classificació general \| Classificació general \| Classificació general \| Classificació general \| \| Corredor \| Corredor \| Equip \| Temps \| \| \| --------------------- \| --------------------- \| ----------------------------------- \| --------------------- \| --------------------- \| \| 1r \| Thibault Ferasse \| Natura4Ever-Roubaix Lille Métropole \| 9h 11' 10" \| \| \| 2n \| Mauricio Moreira \| Caja Rural-Seguros RGA \| + 8" \| \| \| 3r \| Wouter Wippert \| EvoPro Racing \| + 27" \| \| \| 4t \| Stijn Vandenbergh \| AG2R La Mondiale \| + 28" \| \| \| 5è \| Dorian Godon \| AG2R La Mondiale \| + 30" \| \| \| 6è \| Bryan Coquard \| Vital Concept-B&B Hotels \| + 34" \| \| \| 7è \| Steve Morabito \| Groupama-FDJ \| + 36" \| \| \| 8è \| Julien Antomarchi \| Natura4Ever-Roubaix Lille Métropole \| + 42" \| \| \| 9è \| Kévin Le Cunff \| Saint Michel-Auber 93 \| + 43" \| \| \| 10è \| Christophe Noppe \| Sport Vlaanderen-Baloise \| + 43" \| \| |                   |                                     |            |
| |                   |                                     |            |
| |                   |                                     |            |
| Classificació general |                   |                                     |            |
| Corredor | Corredor          | Equip                               | Temps      |
| 1r | Thibault Ferasse  | Natura4Ever-Roubaix Lille Métropole | 9h 11' 10" |
| 2n | Mauricio Moreira  | Caja Rural-Seguros RGA              | + 8"       |
| 3r | Wouter Wippert    | EvoPro Racing                       | + 27"      |
| 4t | Stijn Vandenbergh | AG2R La Mondiale                    | + 28"      |
| 5è | Dorian Godon      | AG2R La Mondiale                    | + 30"      |
| 6è | Bryan Coquard     | Vital Concept-B&B Hotels            | + 34"      |
| 7è | Steve Morabito    | Groupama-FDJ                        | + 36"      |
| 8è | Julien Antomarchi | Natura4Ever-Roubaix Lille Métropole | + 42"      |
| 9è | Kévin Le Cunff    | Saint Michel-Auber 93               | + 43"      |
| 10è | Christophe Noppe  | Sport Vlaanderen-Baloise            | + 43"      |

### Etapa 3
| \| Classificació de l'etapa \| Classificació de l'etapa \| Classificació de l'etapa \| Classificació de l'etapa \| Classificació de l'etapa \| \| Corredor \| Corredor \| Equip \| Temps \| \| \| ------------------------ \| ------------------------ \| ------------------------ \| ------------------------ \| ------------------------ \| |          |       |       |
| |          |       |       |
| |          |       |       |
| Classificació de l'etapa |          |       |       |
| Corredor | Corredor | Equip | Temps |

## Classificació final
| \| Classificació general \| Classificació general \| Classificació general \| Classificació general \| Classificació general \| \| Corredor \| Corredor \| Equip \| Temps \| \| \| --------------------- \| --------------------- \| --------------------- \| --------------------- \| --------------------- \| |          |       |       |
| |          |       |       |
| Font: ProCyclingStats |          |       |       |
| Classificació general |          |       |       |
| Corredor | Corredor | Equip | Temps |